# Alpinia penicillata
Alpinia penicillata är en enhjärtbladig växtart som beskrevs av William Roscoe. Alpinia penicillata ingår i släktet Alpinia och familjen Zingiberaceae. Inga underarter finns listade i Catalogue of Life.